# Marie de Saxe (1515-1583)
Pour les articles homonymes, voir Marie de Saxe (homonymie).
Marie de Saxe (allemand : Maria von Sachsen; née le 15 décembre 1515 à Weimar - morte le 7 janvier 1583 à Wolgast) est un membre de la branche ernestine de la  maison de Wettin et une princesse de Saxe par naissance devenue par mariage duchesse de Poméranie.

## Biographie

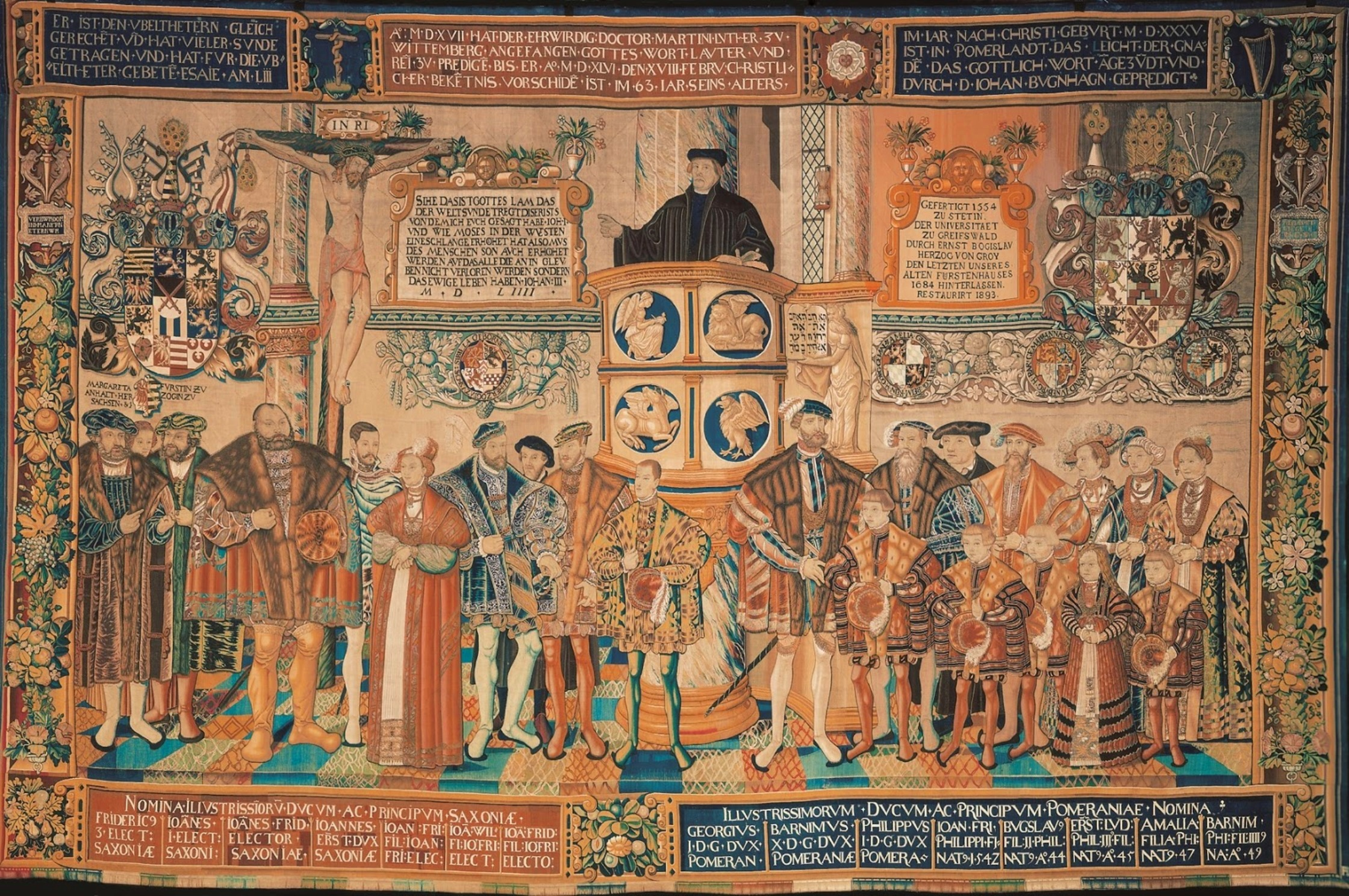
Tapisserie de Croÿ (1554/1556)

Marie est la fille aînée de l'Électeur de Saxe Jean Ier le Constant (1468–1532) née de son second mariage avec Marguerite d'Anhalt-Köthen (1494–1521), fille du prince  Valdemar VI d'Anhalt-Köthen.
Elle épouse le 27 février 1536 à Torgau le duc Philippe Ier de Poméranie. Le mariage du couple est évoqué dans la soi-disant Tapisserie de Croÿ, qui représente en plus du couple princier et leurs familles, les réformateurs Johannes Bugenhagen, Martin Luther et Philipp Melanchthon. La tapisserie est issue des ateliers de Cranach et se trouve maintenant au Musée d'État de Poméranie à Greifswald.
Pendant la cérémonie, Martin Luther aurait baisé un des anneaux et ensuite déclaré: Démons ce n'est pas votre affaire ! . L'union de Philippe et de Marie symbolisait l'alliance de la Poméranie avec la Saxe, qui était le chef de file du parti luthérien à la Diète d'Empire. Le mariage avait été négocié par l'intermédiaire du réformateur Johannes Bugenhagen et plus tard dans la même année, la Poméranie rejoignit la Ligue de Smalkalde.
Après la mort de son époux en 1560 Marie, à qui avait été concédé Pudagla comme douaire, continue néanmoins de résider au château de Wolgast. En 1569, son fils Ernest Louis prend en main le gouvernement du duché. Il donne à sa mère les revenus des domaines de l'ancien monastère de Pudagla et en 1574, il fait construire pour elle le Château de Pudagla (de) en utilisant les matériaux des bâtiments du monastère démoli.

## Postérité
L'union de Marie de Saxe et de Philippe de Poméranie fut prolifique:
- Georges (1540—1544)
- Jean-Frédéric (1542—1600)
- Bogusław XIII (1544—1606)
- Ernest-Louis (1545—1592)
- Amelia (née le 28 janvier 1547 — 16 mars 1580)
- Barnim X (XII) (1549—1603)
- Eric (né le 22 août 1551 — 12/13 décembre 1551)
- Marguerite (née 18 mars 1553 — 5 septembre 1581) épouse le 26 décembre 1574 le duc François II de Saxe-Lauenbourg
- Anna (née 18 décembre 1554 — 10 septembre 1626) épouse le 9 décembre 1588 duc  Ulrich de Mecklembourg-Güstrow
- Casimir VI (IX) (1557—1605)